# Tankini

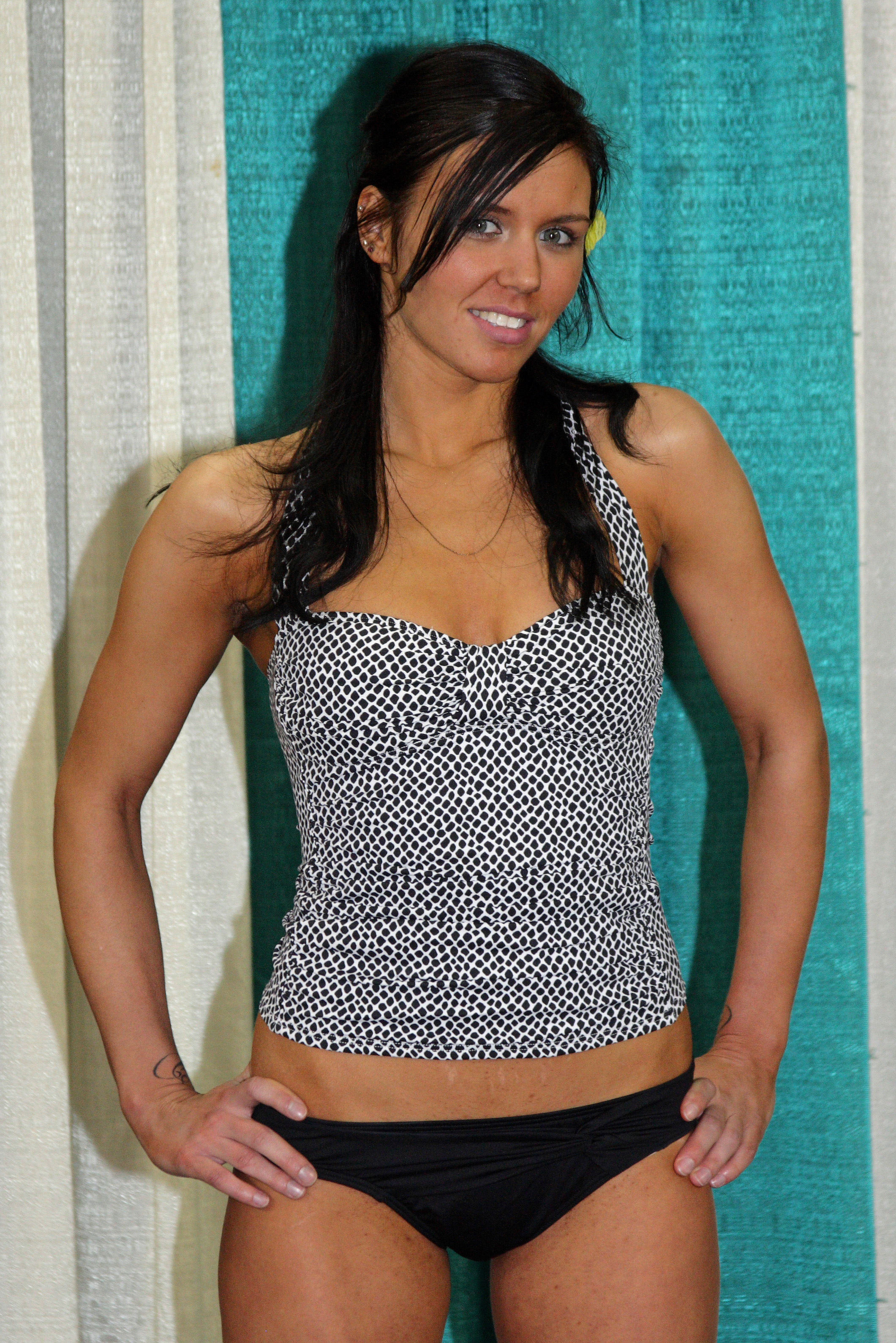
Un esempio della tankini indossata da una modella alaskiana

Il tankini è un tipo di costume da bagno a due pezzi, una variante del bikini, che è formato da una canottiera (tank top) abbinata ad uno slip, una culotte, una brasiliana o un tanga.
La canottiera è munita di coppe incorporate rigide e preformate.